# Berillium-szulfit
A berillium-szulfit egy kémiai vegyület, képlete BeSO3. A kénessav berilliumsója. Könnyen oxidálódik  berillium-szulfáttá.

## Fordítás
- Ez a szócikk részben vagy egészben  a   Beryllium sulfite című angol Wikipédia-szócikk ezen változatának fordításán alapul.  Az eredeti cikk szerkesztőit annak laptörténete sorolja fel. Ez a jelzés csupán a megfogalmazás eredetét és a szerzői jogokat jelzi, nem szolgál a cikkben szereplő információk forrásmegjelöléseként.